# Tayutama 2: You're the Only One
Tayutama 2: You're the Only One (タユタマ 2 -you're the only one-?) è una visual novel giapponese pubblicata dallo studio Lump of Sugar per Windows nel 2016 come eroge per adulti. Nel 2018 è stata ripubblicata da Entergram per PlayStation Vita e PlayStation 4 in una versione accessibile a una fascia d'età dai 17 anni in su. È in pubblicazione da parte di Hikari Field, che ha già distribuito il gioco in cinese, un'edizione con i testi in lingua inglese per Windows e Mac OS, sia in versione non censurata sia in una versione per tutte le età distribuita su Steam.

## Doppiaggio
- Akane Fujita – Kohaku Mito
- Noriko Rikimaru – Mashiro Mito
- Shizuka Ishigami – Hifumi Saijō
- Mikoi Sasaki – Nano Yunohana
- Asami Shimoda – Ameri Kawai
- Shizuka Itō – Mifuyu Kisaragi
- Kaori Mizuhashi – Yumina Takanashi
- Hideki Ogihara – Chousuke Tsukishima